# جان کزمینا
جان کزمینا (انگلیسی: John Kosmina؛ زادهٔ ۱۷ اوت ۱۹۵۶) بازیکن فوتبال اهل استرالیا است.
از باشگاه‌هایی که در آن بازی کرده‌است می‌توان به باشگاه فوتبال آرسنال اشاره کرد.
وی همچنین در تیم ملی فوتبال استرالیا بازی کرده‌است.